# Gouvernorat de Port-Saïd

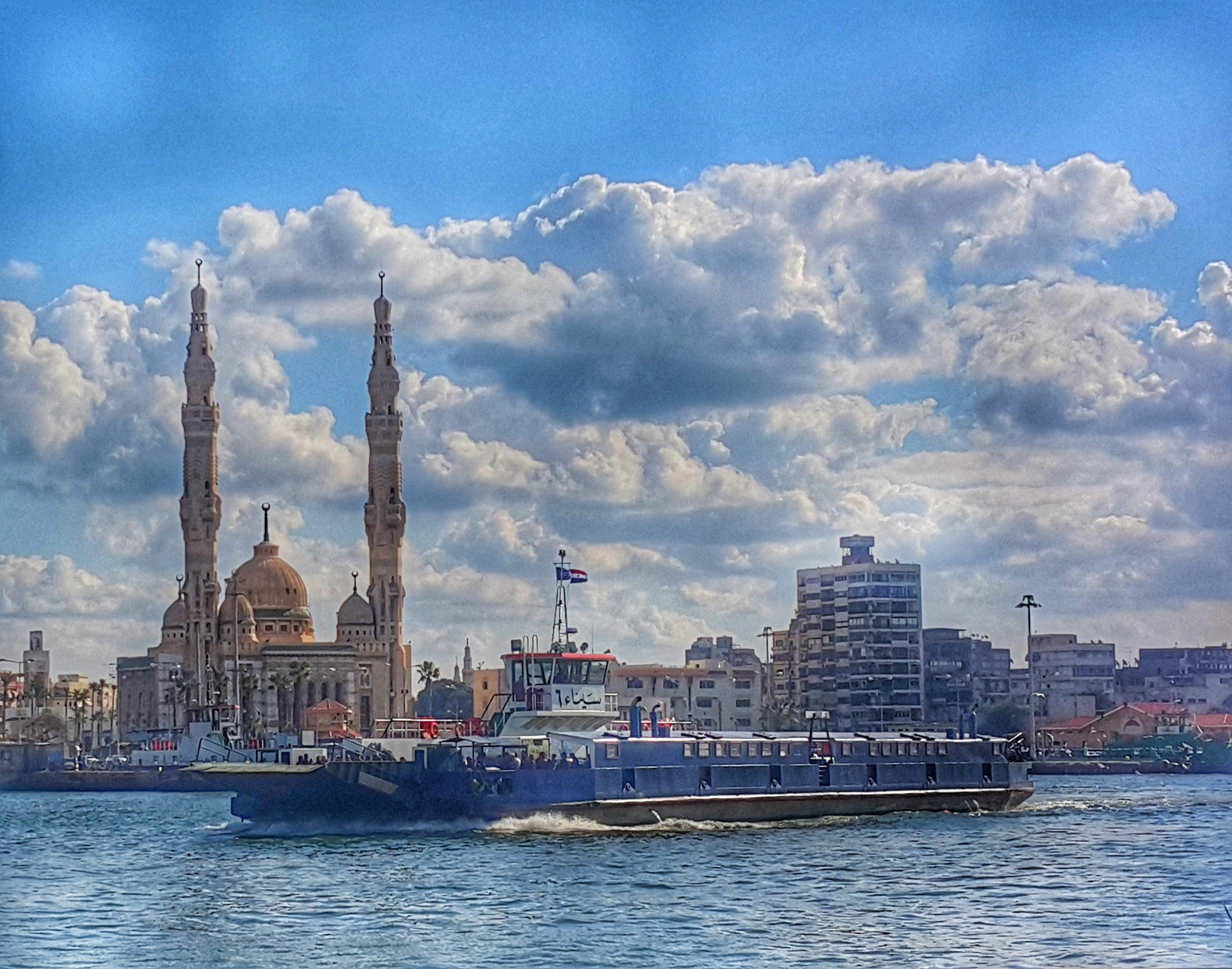
Mosquée de Port-Fouad.

Le gouvernorat de Port-Saïd (arabe : محافظة بورسعيد)  est un gouvernorat de l'Égypte. Il se situe dans le nord du pays. Sa capitale est Port-Saïd.